# 最終試験くじら
『最終試験くじら』（さいしゅうしけんくじら）は、2004年12月23日にCIRCUSから発売されたアダルトゲーム。2007年9月27日にはPlayStation 2版である『最終試験くじら -Alive-』が発売された。
発売1周年である2005年12月23日にファンディスクに当たる『最終試験くじら〜Departures〜』発売された。

## あらすじ
（出典：）
100年前に起きた戦争によって、世界は一年中初夏のような季節が続くようになってしまった。主人公の久遠寺睦は旅芸団である久遠寺一座の一員であり、女形を務めていた。巡業地である安武市へとやってきた睦は、到着2日目に空を泳ぐくじらを目撃する。あまりにも現実離れした光景に睦は驚くが、住民達の中に驚く人はいなかった。なんでもこのくじらは戦争の最中に宇宙人が残したらしい。睦はくじらが空を飛ぶ不思議な街で様々な出会いをすることになる。

## 登場人物[1][2]
※キャストは、PC版／PS2版／アニメ版の順。特に表示のないものは共通である。
久遠寺 睦（くおんじ むつみ）
声： - / - / 豊永利行（少年時代：真田アサミ）
本作の主人公。榛名学園の一年生として転入することになる。久遠寺一座の花形「睦姫」（むつき）を演じる女形。一人称は僕。基本的に常識人だが、登校初日にすぐ近くの学園に辿り着けず、迷子になるほどの極度の方向音痴。
くじらの少女（くじらのしょうじょ）
声：かがみありす / あおきさやか / -
誕生日不明 身長：154cm 体重：42kg 3サイズ：72/53/74
物語の鍵を握る少女。普段はくじらのみえる公園にいる。いつもは寡黙だが天然ボケ気味。
名雲 さえ（名雲 紗絵、なぐも さえ）
声：- / あおきさやか / 同左
誕生日、その他は不明。
長い間病欠だった少女で睦が転入した日に同じクラスに復学する。猫とパフェが好きな明るい少女。物忘れが激しいため、その日の出来事をノートにメモして記憶を補っている。出会ったときから睦のことを「睦っちゃん」と親しみを込めて呼んでいる。
夢前 春香（ゆめさき はるか）
声：神村ひな / 佐藤美佳子 / 同左
8月29日生 身長：154cm 体重：42kg 3サイズ：72/53/74
睦の義理の妹であり極度のブラコンな少女。旅芸人として短期間に転校を繰り返す生活に適応できず、引きこもりになっている。驚くと体からぬいぐるみが出るという特異体質の持ち主。絵心はあまり無い模様で、睦に渡した学園への地図はほとんど役に立たなかった。
御影 仁菜（みかげ にいな）
声：榊原ゆい
6月20日生 身長：148cm 体重：47kg 3サイズ：63/52/67
榛名学園の三年生で睦の先輩。優しくて世話好きな性格をしている。料理が得意であるがドジっ娘なため、よく物を床に落としてしまう。空を飛ぶことができるという特異な体質であり、そのことで親から疎まれている。
榛原 胡桃（はいばら くるみ）
声：成瀬未亜
5月10日生 身長：163cm 体重：46kg 3サイズ：91/58/86
榛名学園一年生であり新聞部長。睦のクラスメートでもある。フレームレスタイプの眼鏡をかけている。迷子になった睦を学園近くの横断歩道で見かけた際に、初対面にもかかわらず学園まで案内してあげたり、転入後も学園内を案内してあげるなど親切な性格。失踪した父親はジャーナリストであり、自分もそうなりたいと願っている。
茂木 優佳（もてぎ ゆか）
声：海原エレナ / 氷青 / 同左
11月17日生 身長：165cm 体重：54kg 3サイズ：85/56/83
榛名学園の二年生であり、地元の名家である茂木家の令嬢。美佳という双子（後述）がいる。文武両道で才色兼備という文句のつけどころのないお嬢様。妹である美佳とそっくりな外見のため、時々入れ替わっては周りの人間をからかっている。
茂木 美佳（もてぎ みか）
声：海原エレナ / 氷青 / 同左
11月17日生 身長：166cm 体重：54kg 3サイズ：83/55/83
優佳の双子の妹。榛名学園二年生でバスケ部に所属している。男勝りな性格であり、一人称はオレ。バスケをしているときのささいなトラブルが原因で睦を殴るが、女形を演じる睦の演技を見て睦に一目惚れしてしまう。
神楽 香俱耶（かぐら かぐや）
声：シィーナ・コウ / - / 生天目仁美
誕生日不明 身長：172cm 体重：55kg 3サイズ：78/52/76
地球にやってきた宇宙人。間違った知識を持って暴走しがちだが本人はいたってまじめ。

### Alive以降の追加ヒロイン[4]
本並 曜子（ほんなみ ようこ）
声： - / 伊月ゆい / -
身長：162cm 体重：42kg
榛名学園の三年生で風紀委員長。性格は割とアバウトだが、規律に反することは許せない。
皆川 成美（みながわ なるみ）
声： - / ミルノ純 / -
身長：170cm 体重：49kg
産休の国語教師に代わり、臨時の講師として榛名学園に赴任してきた女性。温厚な性格をしている。
謎の少女
声： - / あおきさやか / -
初めて会った睦に対し、銀色の長髪をたなびかせ怪しく微笑む。物語の鍵を握っているのかもしれない。

### サブキャラクター
久遠寺 蔵六
主人公である睦の父親。睦とは直接血が繋がっている。不惑とはほど遠い46歳。久遠寺一座の座長として、一座を取り仕切っているが、自身も役者として活躍している。しかし実権は櫻子に握られているという噂も……。
久遠寺 櫻子
声：篠崎双葉 / 折笠愛 / -
主人公である睦の母親。義母であり血の繋がりはない（春香も同様）。キップの良さは天下一品で、一座の真の支配者とも影では噂されている。
葛西 映二
性格はシニカルで世の中を斜めに見る事が常。いつも信ちゃんとつるんでいる。一座の小道具担当で電気関係に強い。独身。
本間 信太郎
いわゆる気は優しくて力持ち。明るい笑顔で今日も働いている。性格はまったく違うが何故か気が合うらしく、映ちゃんとつるんでいる事が多い。一座の大道具、自動車部隊などの担当。独身。
羽田野 葵
一座の色男担当。　芝居の上でも主役を張る事が多く当然女性ファンも多い。２４歳。性格的にも落ち着いていて、大人らしい助言もしてくれる。
飯野 可奈
声：白井綾乃 / 荒井静香 / -
年齢は本人はひた隠しにしているけど、実はみんな知っている。一座の女役担当。おかみさん役とかお姉さん役が多い。前衛的な劇団の出で、何故かドサ周りの旅芸人の一座に入った。
金井 誠一郎
主人公の（自称）親友。端正な顔立ちをすらっとした容姿をしている。明るい性格でクラスのバカ担当である事から軽く見られる事もあるが、時折真面目な態度を見せる。
咲倉 ゆん（さくら ゆん）
声：天南ねね / 水橋かおり / 同左
誕生日不明 身長：160cm 体重：43kg
胡桃の友達でクラスメート。合衆国のテネシー州からきた帰国子女だが、英語はほとんど話せない。よくいえばフレンドリー、悪く言えば馴れ馴れしい性格で、初対面の睦に対しても物怖じしない。商店街の喫茶店のパフェが大好物。原作では攻略ヒロインではなかったが、コンシューマー移植版以降ヒロインに変更された。
宗村 宗司
親同士が決めた榛原胡桃の許嫁。彼女は納得していない様子で彼を嫌っている。陶芸の腕は確かなモノを持っている。
藤原 龍之介
茂木家に代々執事として仕えている家系の当主。その関係は古く平安時代から続くというだけあって、何事につけ家の事情を優先する。冷徹な意志と年齢に似合わない強靱な肉体が売り物。ただし、ほとんど他人には見せないがお茶目な面も持っている。
黒子
芝居の裏方を務める人々。見るからに地味だが、彼等がいなくては芝居が成り立たないといえるくらい重要な存在。
黒服
茂木家に仕えるシークレットサービス。常に黒い服を着てサングラスを着用している。就職するための倍率はかなり高いらしい。
奴
その生態は謎に包まれている。自称、高貴なる宇宙の王子。主人公をライバル視して、事ある毎につっかかってくるが、実は睦姫に惚れている。
ティーゲル
神楽家の執事。宇宙の鬼族だが、変な効果音を出しながら空を飛んだり、電撃は発しないらしい。戦闘能力は凄まじいの一言だが、顔に似合わずお茶目さん（ちなみに本邦初公開）。
末那 式、阿頼耶 式
声：河合春華 / こおろぎさとみ / -
香倶耶と共に地球にやってきた宇宙Ｓ級メイド。世界のありとあらゆる様式を学んで記憶している。元は戦闘用のアンドロイドで、神楽家に仕えている。阿頼耶が姉で末那が妹の姉妹。姉妹といっても製造形式がいっしょなだけで本当の姉妹という訳ではない。ティーゲルほどではないものの彼女達も香倶耶を護衛する能力は充分に持っている。姉は割と明るく積極的だが、妹は無口で無愛想。

## 舞台・用語
安武市（あぶし）
本作の舞台。三方を山に囲まれた海沿いに位置する地方都市。OP映像やメニュー画面の鳥瞰図では、沖合いに大きめの島があり、橋で繋がっている描写がある。焼き物の名産地として有名で、古い建物や武家屋敷などの古い街並みが多く残る観光地でもある。中心部には鉄道駅やアーケード商店街などがあるが、中心部から少し歩けば長閑な田園風景が広がる田舎町で、週刊誌や少年漫画雑誌も他の地方よりかなり遅れて配達される。さらに市内に入った途端にカーナビが使用できなくなるなど奇妙な現象が起こる。山口県に同名の町（阿武町）があるが、町並みの背景や、三方を山に囲まれ、海に面した地形、焼き物が名物という点から実際のモデルは隣接する萩市であることが分かる。
榛名学園（はるな）
睦やヒロインたちが通う学園。私立か公立かは不明。校舎自体は本土側にあるが、学食の建物は利用するのに不便な、長い橋で繋がった島内にある。制服は白と紫を基調とした物。田舎町の学校としては近代的な校舎で、屋上は生徒に開放されている。
安武市民公民館
その名の通り市の公民館。宿泊施設を附属しており、久遠寺一座はこの施設に逗留している。睦の独白によれば施設の部屋は「それなりという表現がふさわしい、あまり豪華とは言えない」ものだが、久遠寺一座は宿泊費を免除されているため、「贅沢は言えない」と認識している。
くじらの見える丘公園
町外れの高台にある草原で、町並みと山々や海、風力発電の風車などが眺められる場所。くじらの少女は、夜はこの場所にいることが多い。モデルは萩市に隣接する長門市の千畳敷展望台。
空飛ぶくじら
常に町の上空にいるくじら。余所者である主人公は動揺したが、市民には百年前の世界大戦の際に宇宙人が置き土産として置いていった物として知られており、当たり前の光景になっている。
久遠寺一座
睦や晴香が所属する旅芸人一座。全国各地を旧型のトラックとライトバンで移動して回っている。市からの依頼で講演までの間に安武市に逗留することになる。
世界大戦
作中の100年前に勃発した世界大戦。正式名称は不明。この戦争の影響で地球の気候は激変してしまい、世界中が常夏（初夏）の気候が続くようになってしまった。

## スタッフ
- プロデューサー：tororo・ジャッキー天野[6]
- ディレクター：釧路洋[6]
- 原画：秋蕎麦・かゆらゆか・かどつかさ[1]
- シナリオ：釧路洋・愛羽・鷹取兵馬[1]

## 主題歌
- オープニングテーマ「ディアノイア」
  - 作詞：tororo、作曲・編曲：大久保薫、歌：riya[1]
- エンディングテーマ「明日の声」
  - 作詞：ゆうまお、作曲・編曲：大久保薫、歌：kozue
- エンディングテーマ「モンタージュ」
  - 作詞：ゆうまお、作曲・編曲：大久保薫、歌：美郷あき
- 挿入歌「ウシロスガタ」
  - 作詞：ゆうまお、作曲・編曲：太田雅友、歌：yozuca*
- 挿入歌「fearless」
  - 作詞：ゆうまお、作曲・編曲：小高光太郎、歌：kozue
- 挿入歌「飛べない鳥」
  - 作詞・作曲：ゆうまお、編曲：太田雅友、歌：霜月はるか

## 反響・批評
| 部門名   | Getchu.com |
| -------- | ---------- |
| 総合     | 21位       |
| シナリオ | 15位       |
| 音楽     | 7位        |
| 映像     | 7位        |
| システム | 圏外       |

本作はリリース後、ゲーム作品などの販売を行うGetchu.comにおいて、2004年12月のPCゲームセールスランキングで2位にランクインし、同年の年間セールスランキングでは11位を獲得した。2004年に実施されたGetchu.comでの美少女ゲームソフト人気投票における各部門の順位結果は右に示す通りとなった。また、同人気投票のヒロイン部門では御影仁菜が21位にランクインしている。
洋泉社が発行した『アニソンマガジン』のゲームソングレビュー集のなかで音楽評論家の冨田明宏は、主題歌の「ディアノイア」の歌詞が「切なく幻想的」でサウンドについては「人肌のアコースティック・サウンド、そして美しいストリングスの重層的な広がりとの融合があまりにも感動的」と肯定的な評価を与えた。さらにriyaによるヴォーカルの純粋さを「天才」と表現し、大久保薫が手掛けた作品の中で「屈指の名曲」と称賛し、当時のアニメのCMでも短時間で視聴者を魅了したことから「十数秒で世界観に引き込む名CM」と言われている。なお、１番の歌詞の「セフィア色の風景」の部分が、カラオケ等では「セピア色の風景」になってしまっている件について永らく物議を醸しているが、実際の歌と公式の宣伝動画でははっきりと「セフィア」と歌われ、歌詞にも表記されているが、ＣＤの歌詞カードは「セピア」になっているため、これに対するカラオケ各社への問い合わせや修正の依頼は「歌詞カードを正しいものとする」ことから一切受け付けていない。なお、「セフィア」は後にシマノのブランドの一種として商品名となっており、説明によれば叡智を表す「ソフィア」とイカ墨の「セピア」を組み合わせた造語とされている。

## Webアニメ
2007年8月25日より11月10日までの毎週土曜日、超!アニメロおよびニコニコ動画にてアニメ版が配信された。各話5分で、配信日の23時30分 - 24時00分の間のみ視聴可能だった。但し、30分限定放送のためその時間帯にアクセスが集中してしまい、1話の配信時にアクセス不可となり、視聴できない状態が見られた。その後9月1日の23時00分〜23時30分に1話を再度配信した。2話以降の配信の時にはアクセス状況は改善された。
本作品を収録したDVDが上下巻で発売された後、「最終試験くじら Progressive」をOVA化したDVDが発売された。

### スタッフ（Webアニメ）
- 原作 - CIRCUS
- 監督・シリーズ構成 - 宮﨑なぎさ
- キャラクター原案 - 秋蕎麦、かゆらゆか、かどつかさ
- キャラクターデザイン - 佐藤寿子
- 美術監督 - 竹田悠介
- 色彩監督 - 川上善美
- 撮影監督 - 大内香苗→大山佳久（Progressive）
- 編集 - 平木大輔→田熊純（Progressive）
- 音響監督 - 蒲谷剛→蝦名恭範（Progressive）
- 音楽 - 電気式華憐音楽集団、南良樹
- プロデューサー - 鬼頭洋平、宿利剛、斎藤滋、川﨑とも子、瀬田蔵人
- 企画協力・制作 - ガンジス
- アニメーション制作 - ZEXCS
- 製作 - 最終試験くじら製作委員会

### 主題歌（Webアニメ）
オープニングテーマ「turning world」
作詞 - riya／作曲・編曲 - 菊地創／歌 - eufonius
エンディングテーマ「遠い夏空」
作詞 - riya／作曲・編曲 - 菊地創／歌 - eufonius

### 各話リスト
| 話数   | サブタイトル   | 演出     | 作画監督          |
| ------ | -------------- | -------- | ----------------- |
| 第1話  | 出会い         | -        | 佐藤寿子          |
| 第2話  | シマパン       | 山本天志 | 佐藤寿子          |
| 第3話  | 猫広場         | -        | 佐藤寿子          |
| 第4話  | ぬいぐるみ     | -        | 佐藤寿子          |
| 第5話  | くじらの絵     | -        | 佐藤寿子          |
| 第6話  | みんなで海水浴 | -        | 佐藤寿子          |
| 第7話  | 焼肉のキモチ   | -        | 佐藤寿子          |
| 第8話  | しろたま       | 山本天志 | 佐藤寿子          |
| 第9話  | 崩壊する世界   | 藤本ジ朗 | 佐藤寿子          |
| 第10話 | 仁菜のお料理   | -        | 佐藤寿子          |
| 第11話 | 飛行少女 仁菜  | 藤本ジ朗 | 佐藤寿子          |
| 第12話 | 真夏の雪       | 山本天志 | 佐藤寿子          |
| OVA    | Progressive    | -        | 佐藤寿子 神本兼利 |

### DVD
- 「最終試験くじら」上巻（第1〜6話収録）2007年12月26日発売 KIBA-1478
- 「最終試験くじら」下巻（第7〜12話収録）2008年1月23日発売 KIBA-1479
- 「最終試験くじら Progressive」（OVA）2008年3月26日発売 KIBA-1480

## 関連商品

### CD
- 最終試験くじら〜progressive memories〜（ランティス）LACA-5329

2004年12月1日発売
- 最終試験くじら オリジナル サウンド トラック（ランティス）LACA-5371

2005年3月24日発売
- 最終試験くじら ヴァーチャルドラマCD Vol.1「はじめての…でぇと？」（S・O・F・T）MS-0071

2006年5月26日発売。
キャスト：咲倉ゆん（CV：天南ねね）

### 書籍
小説・最終試験くじら
- 原作：サーカス/著：島津出水（パラダイム）

上巻：2005年7月15日、ISBN 4-89490-748-8
下巻：2005年9月22日、ISBN 4-89490-756-9
コミック
- 最終試験くじら Progressive C－side

原作：サーカス/著：宇佐美渉（角川書店）
2007年12月20日発売、ISBN 978-4-04-713994-7
ビジュアルブック
- 最終試験くじら ARTWORKS 〜Arrival〜（メディアワークス）

ISBN 4-8402-3331-4

## 関連ゲーム
- C.D.Christmas Days 〜サーカスディスク クリスマスデイズ〜

CIRCUSのコンピレーションファンディスク、名雲紗絵をヒロインにした物語を収録。